# Georg Friedrich Scheibel
Georg Friedrich Scheibel (* 13. März 1858 in Friedberg, Hessen; † 14. Oktober 1943 in Darmstadt) war ein deutscher Seeoffizier der Kaiserlichen Marine.

## Leben

### Familie und Ausbildung
Georg Friedrich Scheibel war ein Sohn des Kaufmanns Martin Scheibel und Christine, geb. Sieck. Er besuchte die Realschule Friedberg und das Gymnasium Büdingen, wo er 1876 das Abitur erlangte. 1901 heiratete er die Kaufmannstochter Anna Loose, mit der er drei Kinder bekam.
Wenige Wochen nach seinem 18. Geburtstag trat Scheibel in die neue Kaiserliche Marine ein. Ende April 1876 traf er in Kiel ein. Nach einer kurzen Grundausbildung kam er an Bord der Segelfregatte Niobe. Im Herbst des gleichen Jahres wurde er an die Marineschule versetzt. Danach folgten verschiedene Bordkommandos auf Einheiten der zahlenmäßig damals noch sehr schwachen Marine. Im Frühjahr 1877 absolvierte Scheibel auf dem in Portsmouth vom Stapel gelaufenen Artillerieschulschiff Renown einen Spezialkursus. Danach kam er auf die Panzerfregatte Friedrich Carl, später auf die Gedeckte Korvette Leipzig, und wurde im November 1879 zum Unterleutnant zur See ernannt.

### Militärische Karriere
Bordkommandos wechselten sich mit Landkommandos ab. So war Scheibel in regelmäßigen Abständen in der I. Matrosen-Division in Kiel als Kompanieoffizier im Einsatz.
Der Friedberger hatte nun Anteil am rasanten Aufstieg einer kleinen Küstenmarine zur zweitstärksten Flotte der Welt. Die Einheiten der Kaiserlichen Marine wurden immer größer und stärker. Ganz neue Schiffstypen, wie das Torpedoboot entstanden.
Über die genauen Einsatzmöglichkeiten der Torpedoboote war sich die Marine zum damaligen Zeitpunkt noch nicht vollkommen im Klaren. Die Boote wurden in kleineren Verbänden, sogenannten Flottillen zusammengefasst. Unter Führung von Kapitänleutnant Alfred Tirpitz, dem späteren Großadmiral, nahmen einige dieser Boote im Sommer 1885 an einer Übungsreise bis nach Norwegen teil. Darunter befand sich auch das Torpedoboot V 3, das der Leutnant zur See Georg Scheibel führte.
Im weiteren Verlauf der Übung kollidierte sein Boot mit V 8 und sank vor der Insel Langeland. Menschenverluste traten keine ein, eine spätere Hebung des Bootes scheiterte. Bereits ein halbes Jahr später war Scheibel Kommandant des neuen Torpedobootes S 12. Im Anschluss wurde er Mitglied der Technischen Versuchskommission, später Schiffsprüfungskommission, deren Aufgabe Versuche auf dem Minensektor waren.
1889 nahm der 31-jährige Friedberger als Wachoffizier auf der Kreuzerkorvette Carola an der Niederwerfung des Aufstandes der ostafrikanischen Küstenbevölkerung vor Sansibar teil. Im Juli 1890 kehrte er mit dem Tender Adler in die deutsche Heimat zurück. Kurz darauf zum Kapitänleutnant befördert, war er 1893/1894 Navigationsoffizier auf dem Schulschiff Moltke, im nächsten Jahr bereits Erster Offizier auf dem Panzerschiff Baden.

### Dezernent im Reichsmarineamt und weitere Kommandos
1896 erfolgte Scheibels Kommandierung in das Oberkommando der Marine nach Berlin, genauer gesagt in das Reichsmarineamt. Der Friedberger wurde Dezernent für Mobilmachungsangelegenheiten. Im Rahmen seiner Verantwortlichkeiten begab er sich im Oktober 1899 auf eine Reise nach Kapstadt, um an den britischen Truppenausschiffungen in Südafrika anlässlich des Zweiten Burenkrieges teilzunehmen. Diese Aufgabe war für die Marine besonders wichtig, so wurde der nunmehr 41-jährige Korvettenkapitän vorübergehend dem Chef des Admiralstabes zur Verfügung gestellt.
Am 14. Dezember 1899 wurde Scheibel Kommandant des Kleinen Kreuzers Condor. Die nächsten Monate forderten von ihm sehr viel diplomatisches Geschick. Auf der einen Seite kam es zu Übergriffen britischer Kriegsschiffe gegenüber deutschen Handelsschiffen, andererseits kämpfte eine deutsche Freiwilligenformation mit den Buren zusammen gegen die Briten. Anfang 1901 trat die Condor die Heimreise an. In der Nordsee leistete der Kreuzer noch einem deutschen Dampfer Seenothilfe.
Nach der Rückkehr wurde Scheibel Kommandant des Kleinen Kreuzers Nymphe und wenige Monate später zum Fregattenkapitän befördert.
Im Herbst 1901 wurde er erneut ins Reichsmarineamt kommandiert. In der Konstruktionsabteilung wurde er Dezernent für Probefahrten und militärische Bauangelegenheiten. Hier arbeitete der Offizier eng mit dem Staatssekretär des Reichsmarineamtes, Admiral von Tirpitz, zusammen. Kapitän zur See Scheibel beeinflusste dann bis Mitte September 1904 die Konstruktion und den Bau deutscher Kriegsschiffe.
Danach war er bis September 1906 Kommandant des knapp 13.000 Tonnen schweren Linienschiffes Wettin. Zum Ende seiner Dienstzeit führte er als Kommandeur die II. Matrosen-Division. Am 8. Februar 1908 wurde Georg Scheibel unter Verleihung des Charakters als Konteradmiral zur Disposition gestellt. 
Konteradmiral Georg Friedrich Scheibel starb am 14. Oktober 1943 im hohen Alter von 85 Jahren in Darmstadt.